# Tour Rivalland
La tour Rivalland est un édifice situé à Fontenay-le-Comte, en France.

## Localisation
La tour est située au 40 rue Nicolas Rapin à Fontenay-le-Comte, dans le département français de la Vendée.

## Description
Construite sur un soubassement en pierre en taille, la tour est en béton sur huit niveaux, carrés puis octogonaux. Elle est surmontée d'une cage de Faraday.
Des mosaïques représentant des roses, des licornes affrontées, des étoiles à huit branches, des arbustes épineux et des outils de maçon décorent les niveaux inférieurs de la tour.

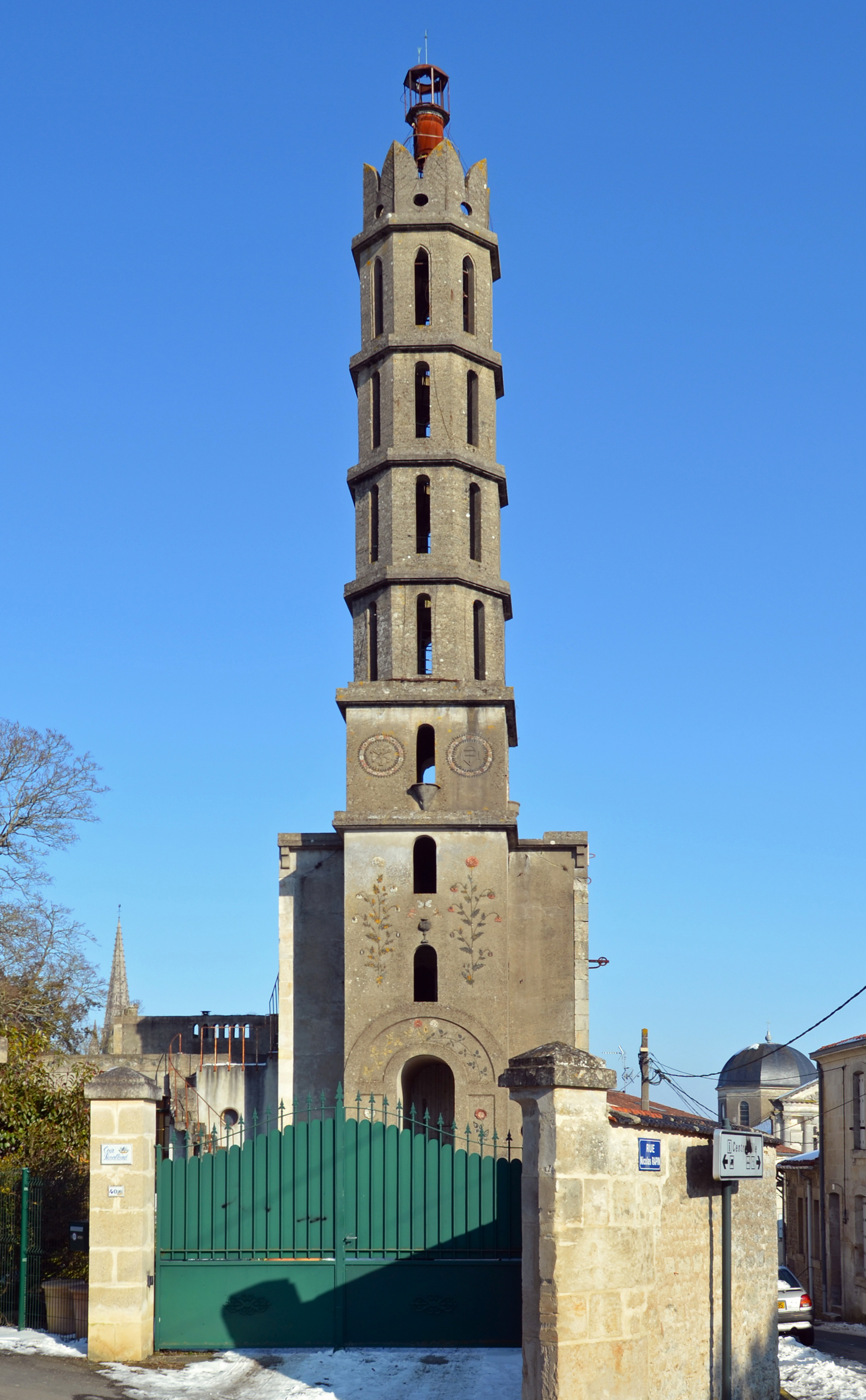
Vue de la façade principale
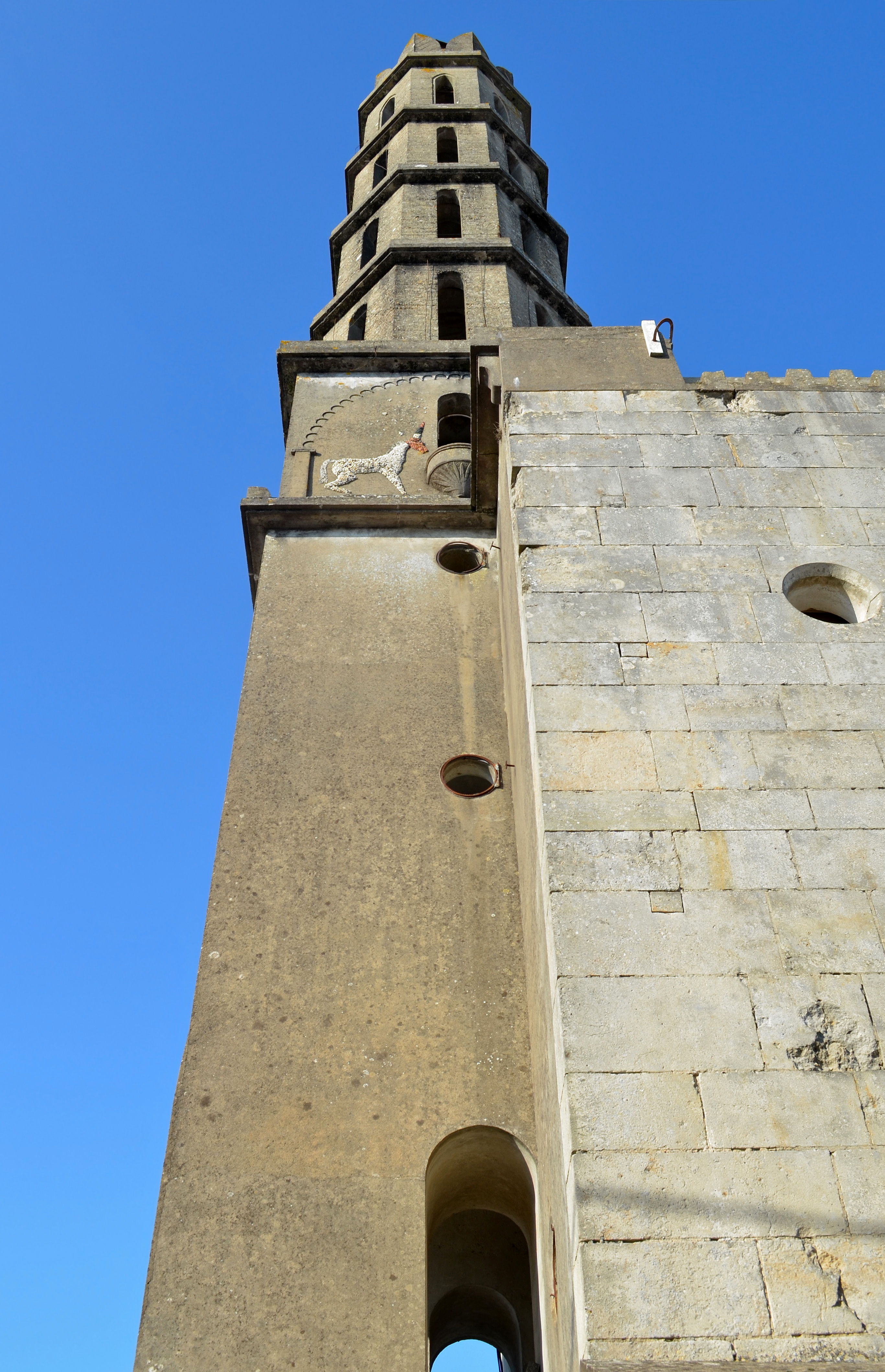
Vue latérale
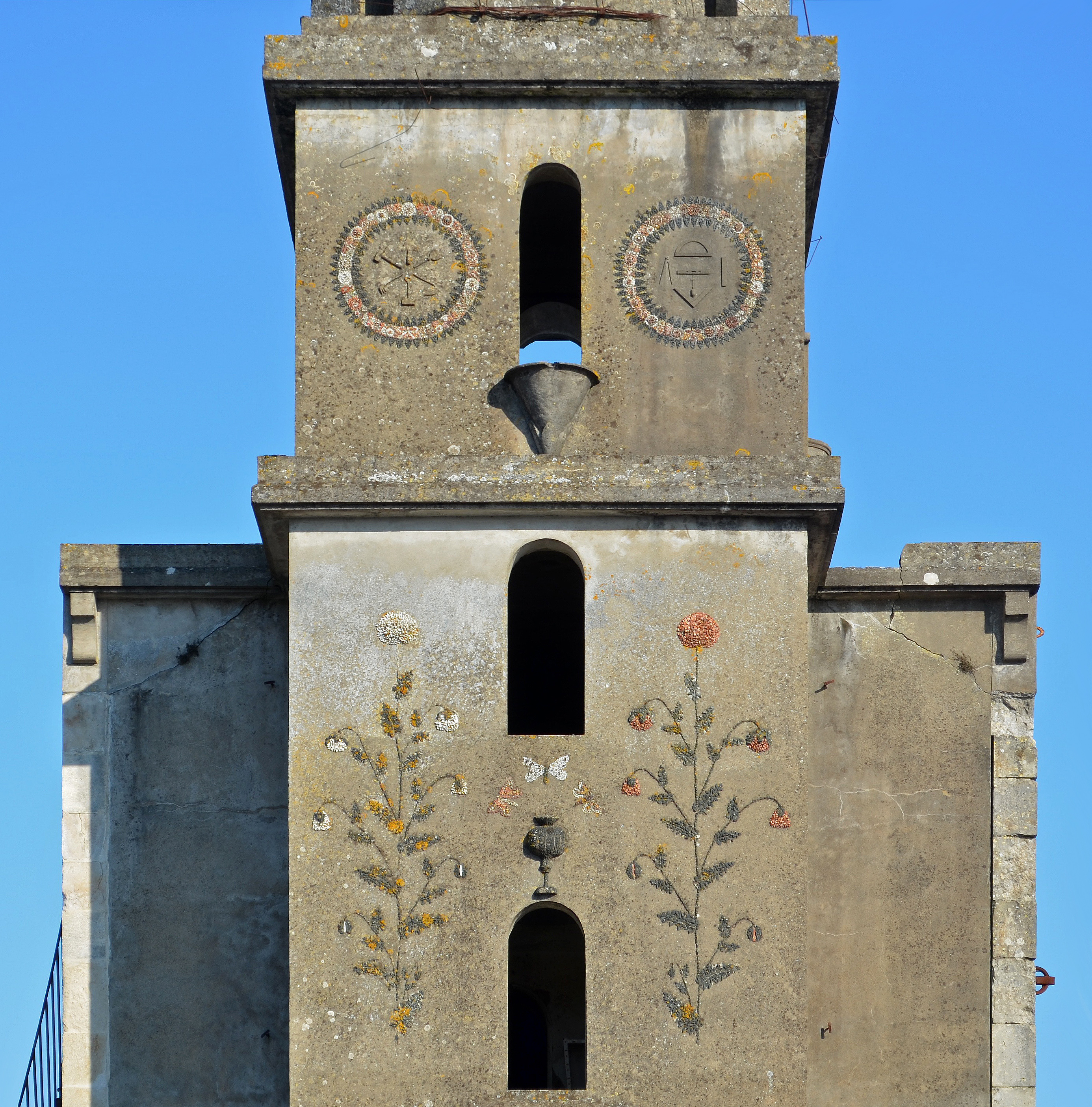
Détail des décorations de la façade
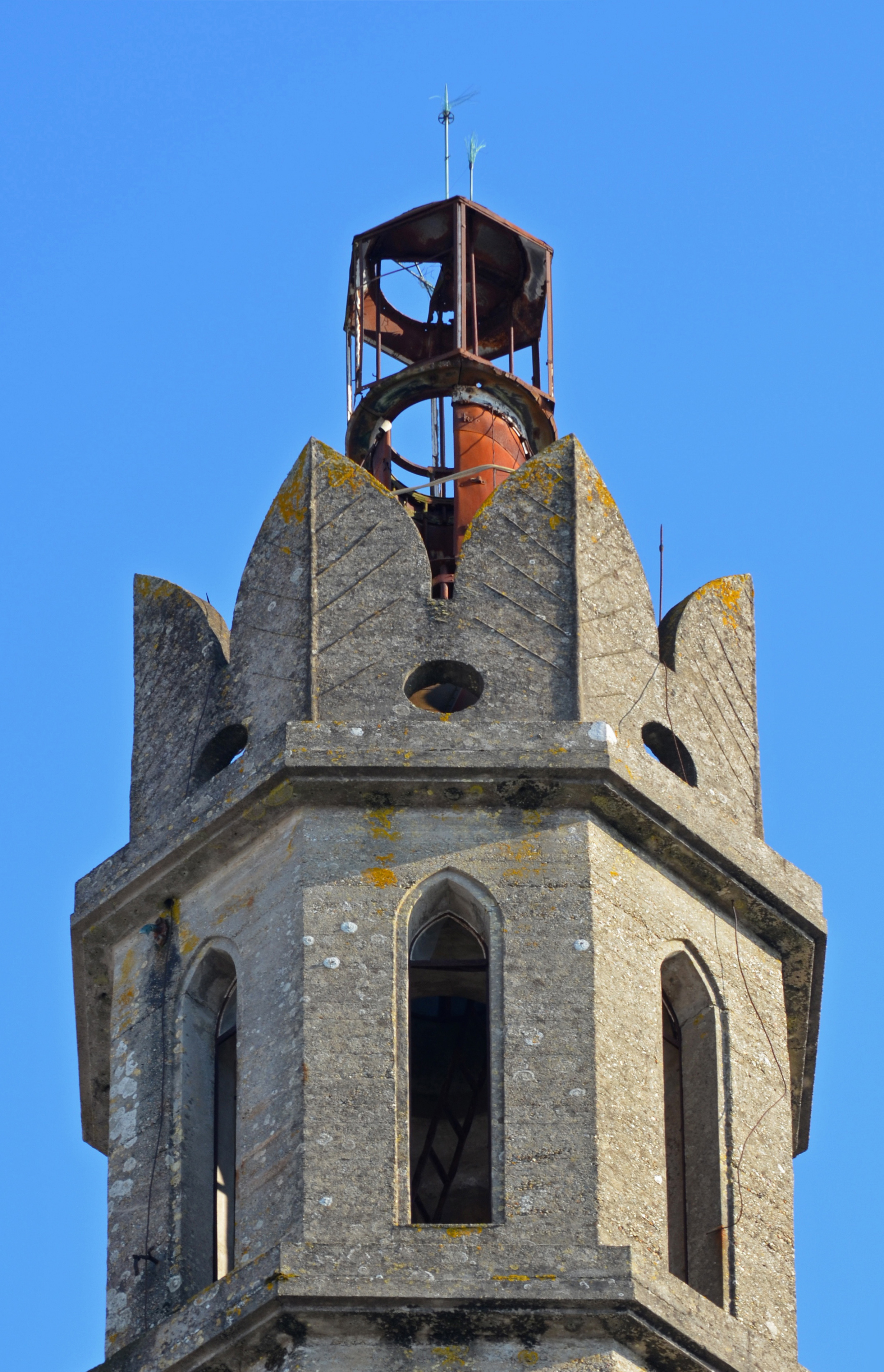
Sommet surmonté d'une cage de Faraday

## Historique
Ancien officier de marine et franc-maçon fortuné, Gustave Rivalland construit la tour en 1880 (ou 1881). Sa volonté supposée de défier la flèche de l'église Notre-Dame semble accréditée par la présence de motifs maçonniques et sa position en haut de la ville, face au Château de Terre-Neuve. Elle est l'un des premiers monuments en France et vraisemblablement  du monde, à être réalisé à pareille échelle en béton coffré.
La tour fut, en effet, mise à profit au cours de la Seconde Guerre mondiale par les troupes allemandes, lesquelles transformèrent la cage de Faraday en un poste d'observation. En 1943, l'entreprise Bourgoin, sollicitée par les autorités nazies, se chargea de l'installation d'une lanterne. Cette dernière avait pour objectif de permettre à l'occupant de surveiller à distance le Mur de l'Atlantique, une entreprise stratégique de surveillance et de défense.
Ironie de l’histoire, il advint que la fille de Gustave Rivalland s’unit par les liens du mariage au clérical et aristocratique Baron-Latouche. De cette union naquit un fils, Pierre, qui en 1949 fit le don de ses biens au Collège Saint-Joseph. Ainsi, les deux propriétés jadis concurrentes se trouvèrent, par un concours de circonstances, réunies entre les mains des ecclésiastiques.
L'édifice est inscrit au titre des monuments historiques en 1984.